# Орехово (деревня, Ленинградская область)
Оре́хово (до 1948 года Раасули, фин. Raasuli) — деревня в Сосновском сельском поселении Приозерского района Ленинградской области.

## Название
Название Раасули это трансформировавшееся новгородское «рассольщик» — торговец, перекупщик рыбы.
Когда в 1947—1948 годах началась кампания переименований населённых пунктов Карельского перешейка, то на собрании трудящихся подсобного хозяйства ленинградского завода «Комсомолка» было принято постановление о переименовании деревни Раасули в деревню Орехово. Чем был обусловлен выбор нового названия — неизвестно, предположительно, наличием зарослей орешника близ деревни. Переименование было закреплено указом Президиума ВС РСФСР от 13 января 1949 года.

## История
Согласно писцовой книге Водской пятины 1500 года к деревне Раасули на Прасёлке относились пять деревень общим количеством восемь дворов. Это были Мехкуево, Фафоново, Тимуево и Яхново, а также деревня под горой, позднее получившая название Нуйяла. 

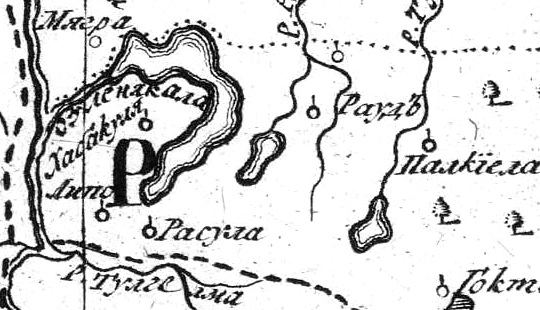
Деревня Расула на русской карте 1745 года
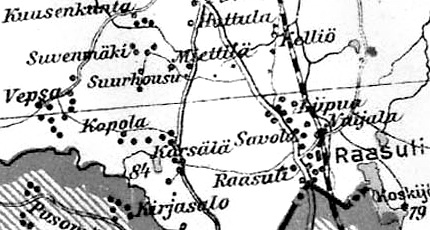
Деревня Раасули на финской карте 1923 года

До 1939 года деревня Раасули входила в состав волости Рауту Выборгской губернии Финляндской республики.
С 1 января 1940 года — в составе Сувемякского сельсовета Раутовского района.
С 1 июля 1941 года по 31 мая 1944 года финская оккупация.
С 1 октября 1948 года — в составе Новожиловского сельсовета Сосновского района. 
С 1 января 1949 года учитывается как деревня Орехово.
С 1 июня 1954 года — в составе Сосновского сельсовета Сосновского района.
С 1 декабря 1960 года — в составе Приозерского района. 
С 1 февраля 1963 года — в составе Выборгского района.
С 1 января 1965 года — вновь в составе Приозерского района. В 1965 году население деревни составляло 236 человек. 
По данным 1966, 1973 и 1990 годов деревня Орехово входила в состав Сосновского сельсовета.
В 1997 году в деревне Орехово Сосновской волости проживал 31 человек, в 2002 году — 3 человека (все русские).
В 2007 году в деревне Орехово Сосновского СП проживали 6 человек, в 2010 году — 14 человек.

## География
Деревня расположена в южной части района на автодороге А121 «Сортавала» (Санкт-Петербург — Сортавала — автомобильная дорога Р-21 «Кола»).
Расстояние до административного центра поселения — 8 км.
Расстояние до ближайшей железнодорожной станции Орехово — 1,5 км. 
К северу от деревни протекает ручей Козлец. 

## Демография
| 2007 | 2010 | 2017 |
| ---- | ---- | ---- |
| 6    | ↗14  | ↗16  |

## Улицы
1-я Подгорная, 2-я Подгорная, 3-я Подгорная, 4-я Подгорная, 5-я Подгорная, Запрудная, Ореховая.

## Садоводства
Маяк